# Marathon van Kasterlee
De Marathon van Kasterlee is een hardloopwedstrijd over een marathonafstand, die bestaat uit twee rondes. De wedstrijd wordt sinds 2004 georganiseerd in Kasterlee en loopt voor 90% over bos en veldwegen. Het is 1 van de 12 marathons in België, die jaarlijks georganiseerd worden.

## Uitslagen
| Jaar | Snelste man     | Land      | Tijd     | Snelste vrouw           | Land      | Tijd     |
| ---- | --------------- | --------- | -------- | ----------------------- | --------- | -------- |
| 2004 | Onbekend        | Onbekend  | Onbekend | Onbekend                | Onbekend  | Onbekend |
| 2005 | Pedro Decock    | België    | 2:35.36  | Monique Gielen          | België    | 3:17.12  |
| 2006 | Jef Smits       | België    | 2:31.15  | Monique Gielen          | België    | 3:12.57  |
| 2007 | Dirk Verleyen   | België    | 2:42.15  | Monique Gielen          | België    | 3:19.33  |
| 2008 | Frankie Leus    | België    | 2:44.29  | Nellie van Beers        | Nederland | 3:30.22  |
| 2009 | Jan Daems       | België    | 2:39.35  | Jessy Beelen            | België    | 3:22.46  |
| 2010 | Mark Jorissen   | België    | 2:38.04  | Veerle Miclotte         | België    | 3:37.12  |
| 2011 | Mark Jorissen   | België    | 2:38.04  | Cinta Groos             | Nederland | 3:28.06  |
| 2012 | Nid Rumphakwaen | België    | 2:44.28  | Irene Hamblok           | België    | 3:24.47  |
| 2013 | Mark Jorissen   | België    | 2:35.10  | Helga Sibick            | België    | 3:13.34  |
| 2014 | Nick Renders    | België    | 2:45.01  | Annelies Demuynck       | België    | 3:21.54  |
| 2015 | Seppe Odeyn     | België    | 2:39.42  | Mure Mpepeyion Nkapiana | Kenia     | 3:19.23  |
| 2016 | Nick Renders    | België    | 2:42.35  | Inge Raeymaekers        | België    | 3:48.11  |
| 2017 | Nick Renders    | België    | 2:43.23  | Lies Hoorelbeke         | België    | 3:30.56  |
| 2018 | Bart Verschoren | België    | 2:41.16  | Elly Kerstens           | België    | 3:17.29  |
| 2019 | Erwin Harmes    | Nederland | 2:38.54  | Astrid Kamst            | België    | 3:21.01  |
| 2021 | Rik Thijs       | België    | 2:38.33  | Leonie Ton              | Nederland | 3:10.32  |
| 2022 | Bart Borghs     | België    | 2:38.17  | Leonie Ton              | Nederland | 3:22.41  |
| 2023 | Wouter Michiels | België    | 2:50.14  | Karen Geysen            | België    | 3:12.17  |